# Marina Krebs

Marina Krebs vor 1908

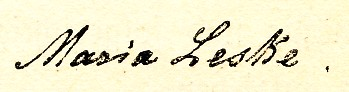
Signatur als Maria Leske

Marina Krebs, verh. Witter, (* 16. August 1838 in Aschaffenburg; † 1910) war eine deutsche Schriftstellerin. Sie schrieb auch unter den Pseudonymen Marie bzw. Maria Leske und Th. Armin.

## Leben
Sie kam als Tochter des Verlagsbuchhändlers Carl Ludwig Krebs und Theone Georgine Julie Gertraude Emilie, der Tochter seines ehemaligen Darmstädter Arbeitgebers Carl Wilhelm Leske, in Aschaffenburg zur Welt. Nathanael Gottfried Leske (obersorbisch: Leska) ist ihr Urgroßvater. Sie hatte zwei Schwestern: Louise (heiratete Fritz Leidloff aus Magdeburg) und Emilie (führte nach dem Tod des Vaters die Buchhandlung weiter). Martin Balduin Kittel ist ihr Onkel. Sie war Mitglied der Brüdergemeine und wuchs nach dem frühen Tod der Mutter (1850) in der Erziehungsanstalt der Brüdergemeine im Schweizer Montmirail auf. Im Jahr 1858 heiratete sie in St. Louis den Verlagsbuchhändler Konrad Witter, der 1867 verstarb. Bereits 1859 war sie mit ihm nach Deutschland zurückgekehrt und lebte 1893 in Aschaffenburg. Sie zog nach Niesky in die Oberlausitz, wo sie 1898 lebte, und wohnte um 1908 im Witwenhaus im sächsischen Herrnhut.
Für verschiedene Zeitschriften verfasste sie Gedichte und Aufsätze und schrieb Erzählungen und Gedichte für Kinder.

## Werke
- 1865: Th. Armin: Das alte Mexiko oder die Eroberung Neuspaniens durch Ferdinand Cortez, Leipzig bei Otto Spamer
- 1865: Th. Armin (Hrsg.): Das neue oder heutige Mexiko: Land und Volk unter Spanischer Herrschaft sowie nach erlangter Unabhängigkeit, Leipzig bei Otto Spamer
- 1865: Illustriertes Spielbuch für Mädchen (Online; 17. Auflage 1897)
- 1877: Marie Leske: Illustriertes Spielbuch für Mädchen, 6. Auflage, Otto Spamer Leipzig
- 1885: Mitwirkung an: Anny Wothe (Hrsg.): Der Hausschatz. Ein Freund und Rathgeber der Frauenwelt (wie u. a. Th. v. Aschenberg alias Therese von Horix)